# غيرلي إس. كورتيس
غيرلي إس. كورتيس (بالإنجليزية: Greely S. Curtis)‏ هو ضابط أمريكي، ولد في 21 نوفمبر 1830 في بوسطن في الولايات المتحدة، وتوفي بنفس المكان في 12 فبراير 1897.